# Weisskugel
Weisskugel ( [ˈvaɪ̯sˌkuːɡl̩]; italsky: Palla Bianca) je druhá nejvyšší hora Ötztalských Alp a třetí nejvyšší vrchol Rakouska. Monumentální vrchol Weisskugel (italsky Palla Bianca) se nachází v hlavním hřebeni Ötztalských Alp. Leží na hranici Itálie a Rakouska. Je to uzlový vrchol z něhož vybíhají celkem čtyři horské hřebeny : Weisskamm, Hauptkamm, Saldurkamm a Planeikamm. Weisskugel není úplně lehkým soustem pro turisty a výstup vyžaduje určité zkušenosti. Vrchol je také obklopen čtyřmi ledovci : Matschferner, Hintereisferner, Langtauferer Ferner a Bärenbartferner. Výhled z vrcholu ohromil již prvovýstupce. Obsahuje pohledy na alpské velikány Ortles, Wildspitze, Bernina, Dolomity atd.

## Historie
První lezci na vrcholu Weisskugelu byli Joseph Anton Specht z Vídně 30. září 1861 společně se dvěma nebo třemi místními průvodci (mezi nimi Leander Klotz, který vylezl jako první na Wildspitze a napsal základní alpskou učebnici dějin „Die Erschließung der Ostalpen“, Berlín 1894). Byly zde i dřívější pokusy rakouskými vojáky, kteří pracovali jako zeměměřiči pro výrobu armádních map, ale jim se na vrchol vylézt nepodařilo. 2. výstup britskými horolezci Freshfieldem, Foxem and Tuckettem byl uskutečněn v červnu 1865. Freshfield psal, že výhled z Weisskugel byl nejhezčí z celého Tyrolska.

## Výchozí bod
Jihovýchod
Malá osada Masa Corto (Kurzras - 2004 m n. m.) v závěru doliny Val di Senales ležící 6 km za přehradním jezerem Vernago. Především slouží jako zimní středisko. V okolí mnoho lanovek a vleků. Stěžejní opěrný bod pro dosažení chaty Bella Vista.
Západ

Na západní straně masivu slouží jako výchozí bod obec Melag ležící na konci údolí Valelunga (Langtauferer Tal). Do vesnice vede sjízdná silnice od jezera Lago di Resia (Reschensee, které najdeme v severním výběžku Jižního Tyrolska při hranicích s Rakouskem a Švýcarskem. Melag je nástupním bodem na chatu Weisskugel Hütte).
Jih

Posledním výchozím místem je závěr údolí Matscher Tal, které zasahuje do masivu z jižní strany. Poslední parkoviště je u statku Glieshof (1807 m). Tento výchozí bod je velmi málo využíván a je nástupním místem na chatu Oberetsch Hütte. Přístup z této strany je nejtěžší turistickou variantou výstupu na Weisskugel.

## Výstupové trasy
- Výstup od chaty Bella Vista - 2842 m je ohodnocen stupněm I. UIAA (F). To však platí za dobrého počasí. Při zledovatělém terénu vznikají na místy sklanatém hřebeni problémy. Délka : Kurzras - Bella Vista (2 hod.) - Palla Bianca (4 hod.) - sestup 5 hod. Celkem 11 - 12 hod.
- Výstup od chaty Weisskugel Hütte - 2544 m je mnohem obtížnější než předešlá trasa. Oficiální hodnocení obtížnosti udává stupeň F+. Překonání ledovce Langtauferer Ferner může díky trhlinám či ledovcovým zlomům působit nemalé potíže. V sedle Hintereis joch (3460 m) se trasy spojují. Délka : Melag - Weisskugel Hütte (3 hod.) - Palla Bianca (4 hod.) - sestup stejnou cestou 6 hod. Celkem 12,30 - 13 hod.
- Cesta od chaty Oberetsch Hütte z malého údolí Matscher Tal je nejobtížnější z turistických tras. Hodnocení obtížnosti je PD-. Délka : Glieshof - Oberetsch Hütte (2,30 hod.) - Palla Bianca (4,30 hod.) - sestup stejnou cestou 6 hod. Celkem 13 hod.
- Od severu vede málo chozená a velmi dlouhá trasa z chaty Hochjoch Hospiz - 2413 m. Překračuje po celé své délce ledovec Hintereisferner (7 km) a v závěru (mnoho trhlin) se napojuje na ostatní trasy v sedle Hintereis joch. Oficiální obtížnost této cesty je F+. Délka : Vent - Hochjoch Hospiz (2,5 hod.) - Palla Bianca (6 hod.) - sestup stejnou cestou 7 hod. Celkem 14 - 15 hod.
- Dobří alpinisté se mohou pokusit o zdolání 350 metrů vysoké severní stěny vrcholu. Strmost ledově skalnatých svahů je 55°. Nejlepší doba pro tento výstup je brzy z jara až po počátek léta.

## Mapy
- Freytag a Berndt č. WK 251 (Ötztal - Pitztal - Kaunertal / Wildspitze) - 1:50000
- Kompass č. 42 (Landeck - Nauders - Samnaun) - 1:50000

## Galerie

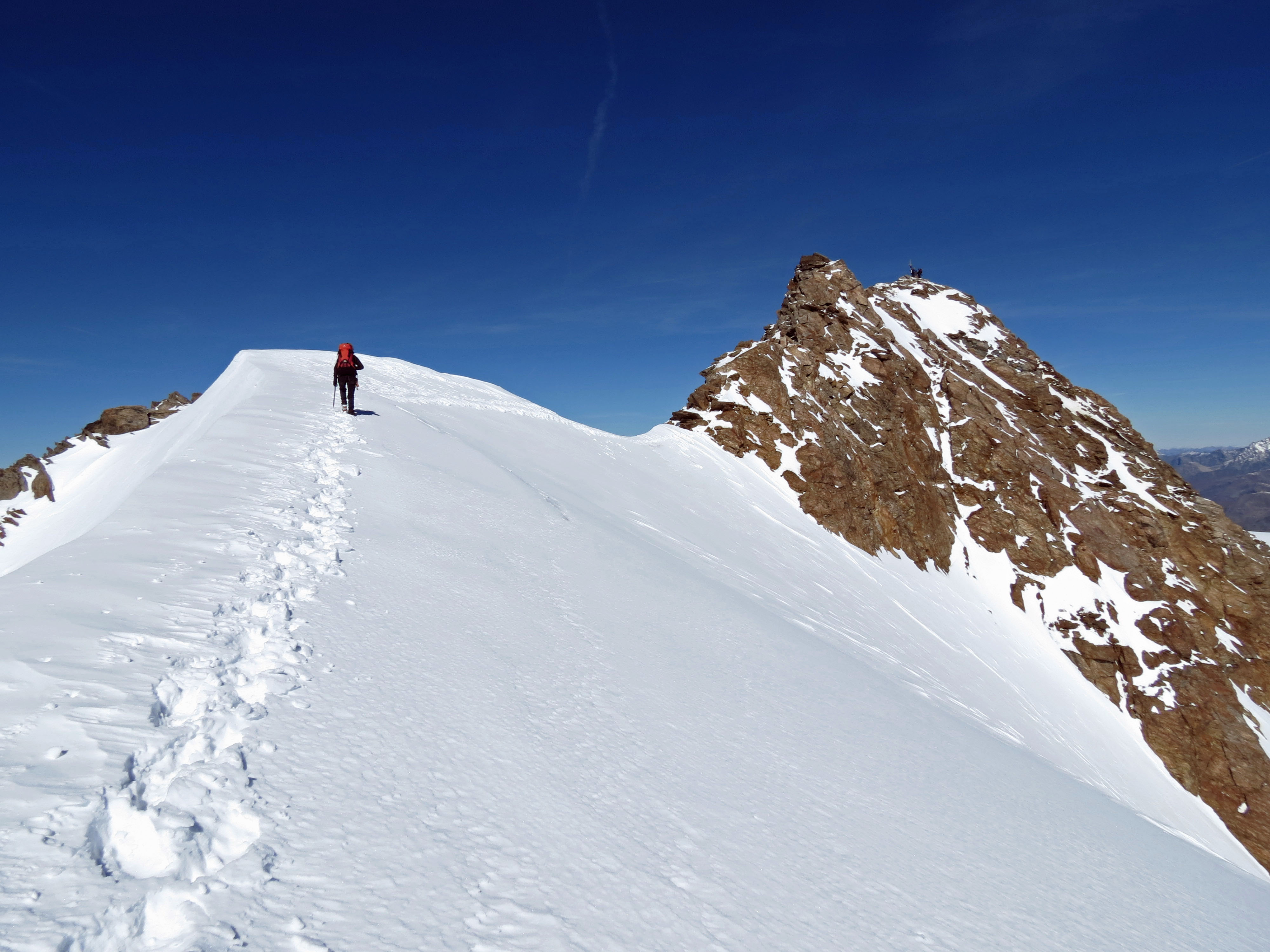
Před vrcholem
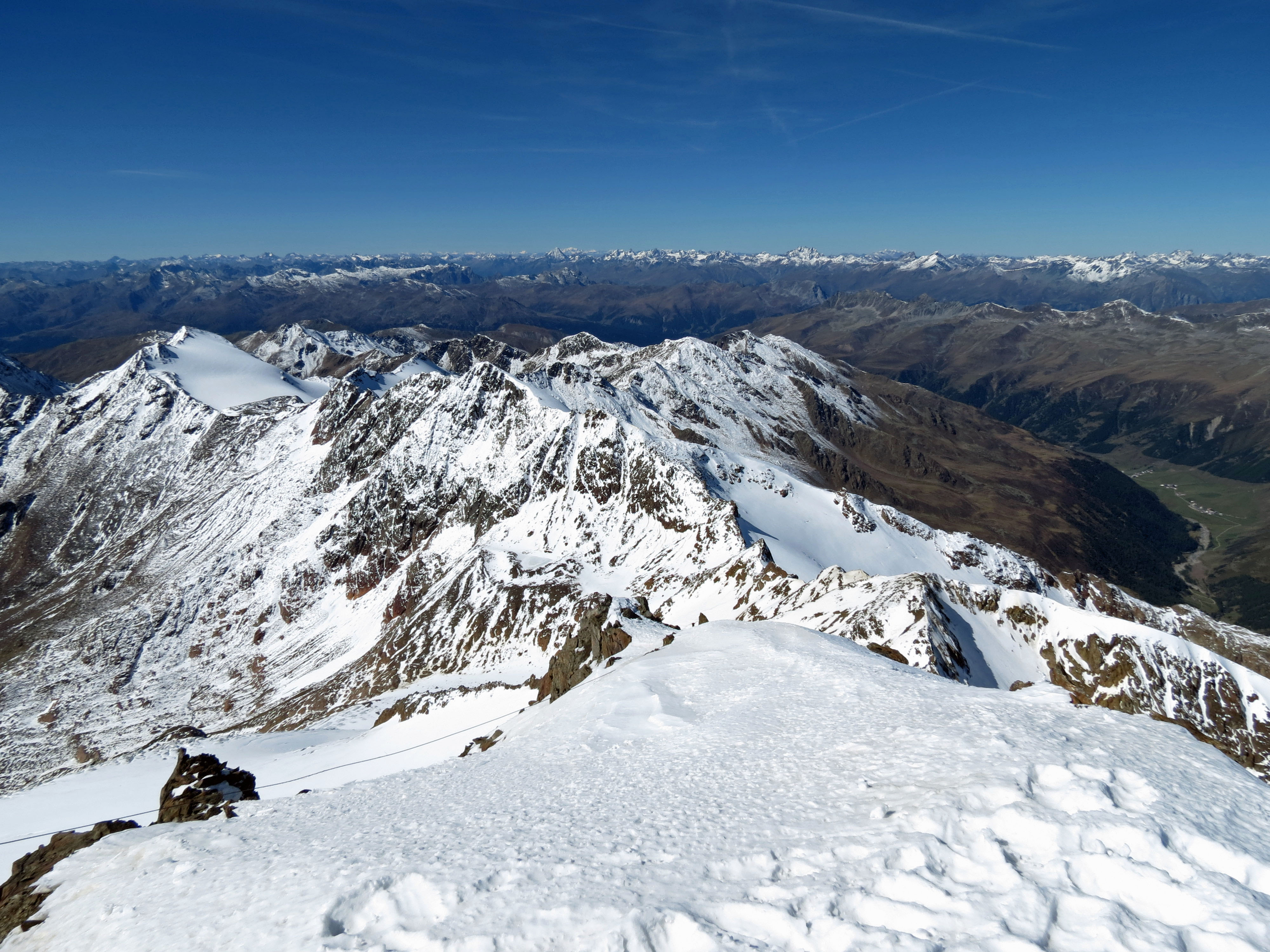
Výhled z vrcholu